# Споменик палим Крајишницима
Споменик палим Крајишницима је споменик посвећен Народноослободилачкој борби народа Босанске крајине и дјело је хрватског и југословенског вајара Антуна Аугустинчића, а налази се у Бањој Луци у Републици Српској, једном од два ентитета Босне и Херцеговине.
Споменик је подигнут на Бањ брду (ранијег имена Шехитлуци) које се уздиже изнад бањалучке котлине, гдје заузима средишње мјесто и доминира околином. Ово брдо има важну симболичку вриједност за историју Народноослободилачке борбе у Босанској крајини, јер су се овдје јуна и јула 1941. године десила партијска и друга савјетовања чланова и симпатизера Комунистичке партије Југославије, а која су имала важан утицај на организовање и коначно подизање устанка у Крајини 27. јула 1941. године. Аугустинчић је прве скице за споменик почео да ради 1948. године, а свечано је отворен 1961. године. Споменик палим Крајишницима је подигнут у знак сјећања на неколико хиљада палих бораца из Босанске Крајине за вријеме рата, те као симбол борбе Крајишника за слободу. Споменик је један од симбола града Бање Луке.
Аугустинчић је споменик радио у стилу социјалистичког реализма, и он потпада у дио опуса овог вајара који настаје током и након Другог свјетског рата и који карактерише претходно наведени стил и тематика која његов дио — споменици вођама и херојима револуције, призорима битака и народног отпора те споменици њеним анонимним стубовима (морнарима, борцима, радницима). Унутрашњост споменика, чије је уређивање отпочело доста касније након отварања, осликана је према цртежима сликара Исмета Мујезиновића.
Од свог отварања историју споменика прате бројне рестаурације настале усљед неприлагођености материјала од којег је споменик направљен бањалучкој клими, коју карактерише влага и ниске температуре зими. Споменик се данас не налази у задовољавајућем стању.
Споменик палим Крајишницима је непокретно културно добро Републике Српске и национални споменик Босне и Херцеговине.

## Историјат

### Контекст
|  | Овај чланак је део чланка о Споменицима посвећеним Народноослободилачкој борби 1941—1945. |

Споменик палим Крајишницима спада у корпус споменика посвећених Народноослободилачкој борби који су масовно подизани након завршетка Другог свјетског рата упоредо са обновом социјалистичке Југославије. Припреме и вријеме подизања овог споменика су у том смислу доста говорили о политичком контексту и клими у тадашњој Југославији, који је битно утицао на развој ове меморијалне архитектуре. Наиме, у првим посљератним годинама споменици подизани војницима Црвене армије су били окосница јавних споменика у Југославији, док су споменици југословенском покрету отпора били у другом плану. Поред комеморисања настрадалим војницима ЦА, ови споменици су имали и двојаку политичку функцију: са једне стране су свједочили блискост са Совјетским Савезом (што је посебно подвучено изградњом Споменика захвалности Црвеној армији на Батинској скели), главним политичким савезником и идеолошким узором нове Југославије, док су са друге стране инаугурисали нову социјалистичку идеологију у посљератно југословенско друштво. Но, 1948. године долази до лома и разлаза са Совјетима, и југословенска меморијална скулптура се на наративном плану од тог времена окренула у другом смјеру — као контрапункт представи црвеноармејца поставља се симбол југословенског партизана, којим се снажно промовише идеја аутохтоности партизанске борбе и њене укорјењености у народу.
Као већ напоменуто сврха споменика који су подизани послије рата је била двострука. Са једне стране то је било комеморисање борцима и жртвама рата подстакнуто снажном потребом да се очува успомена на све погинуле и страдале, а са друге снажење колективног заједништва и креирање идентитета, те упросторавање нове политичке идеологије у југословенско друштво. Како би овај задатак успјешно испунила, нова власт се послужила праксом која је позната Европи већ двије хиљаде година — споменици су постављани на пејзаже или јавна мјеста која су већ сама по себи била меморијална, тј. „света”, по важним догађајима из рата који су се ту одиграли. Користећи се умјетничком доктрином социјалистичког реализма који је наглашавао приповиједање на уштрб форме, порука која се слала посматрачу је била још убједљивија.
Споменик палим Крајишницима је подигнут у знак сјећања на неколико хиљада бораца из Босанске Крајине који су погинули током Другог свјетског рата, те као симбол борбе Крајишника за слободу, али и као симбол побједе Комунистичке партије Југославије (КПЈ) као предводничке снаге новонасталог друштва. Сама Крајина је иначе током рата дала 18.393 учесника НОП-а (66% укупне устаничке масе у Босни и Херцеговини). У контексту изнад претходно реченог, споменик је изграђен на Бањ брду, ранијег назива „Шехитлуци”, које доминира бањалучком котлином, и видљив је из велике даљине. Само брдо на ком је споменик подигнут је било место важних догађаја у историји КПЈ и револуционарног покрета. Шехитлуци су са обронцима који се пружају на југоистоку Бањалуке били погодно мјесто за илегално дјеловање партијске и скојевске организације у периоду између два свјетска рата, а овде је 8. јуна 1941. године одржано Обласно савјетовање Комунистичке партије Југославије за Босанску крајину на ком је био разрађен план за оружану борбу. Конференцијом је руководио Ђуро Пуцар Стари. На Шехитлуке је долазио члан војног руководства при ПК КПЈ за БиХ Махмут Бушатлија да би крајишком војно-политичком руководству пренио одлуке ЦК КПЈ од 4. јула и ПК КПЈ за БиХ од 13. јула о отпочињању устаничких акција и формирању партизанских штабова, након чега су поменути чланови обласног комитета и војног руководства кренули у све дијелове Босанске Крајине са задатком да организују устанак. Овај простор је служио као прихватна станица бораца који су напуштали град током рата, подигли војнички логор и кретали у партизанске и диверзантске акције. Због свега споменутог брдо Шехитлуци су, како истиче историчар Никола Ожеговић, били идеално мјесто за маркирање револуционарне топографије путем изградње споменика, који би уклопљен у природни амбијент, остваривао важну функцију гледе вриједносног саморазумијевања Бањалучана и Крајишника.
Крај рата и нова политичка власт доносе и фундаменталне промјене на плану умјетничке продукције и рецепције. Социјалистички реализам постаје доктрина производње умјетничких дјела, укључујући и вајарство. Овај умјетнички правац, који је био пресудно одређен политиком и идеологијом, своју је обликовну норму преузео од академског реализма друге половине 19. вијека, и то тако што је овај стил прилагођавао свом тематском репертоару — иконографији рата, битака, страдања, а све у политичкој функцији ширења социјализма и комунизма. У том смислу, у југословенској скулптури првих посљератних година, није настао никакав стилски прекид са скулптуром прије рата. Тако умјетници из предратног периода, најпроминентније у личностима Антуна Аугустинчића и Франа Кршинића, ни не напуштају свој пријератни ликовни израз, него га само приближавају естетици соцреализма. Важно је истакнути да ни након разлаза са идеолошким узором, Совјетским Савезом, не долази до одбацивања овог умјетничког правца, него се само мијења садржај. Овакво стање у југословенској јавној скулптури опстаје све до појаве Војина Бакића и других.
Антун Аугустинчић, аутор споменика на Шехитлуцима, најважнији је вајар овог периода, својеврсни вајар-узор у новој држави. Након рата постаје ангажован државни скулптор коме су повјеравани најзначајнији државни споменици. Пријератног угледа јединог насљедника Мештровићевог монументализма, увјерени реалиста са вокацијом за монументалну скулптуру, политички лијево оријентисан прије рата и учесник у истом на партизанској страни, биографски је био предиспониран за ову улогу. (в. опширније испод)

#### Бањ брдо / Шехитлуци
Као већ напоменуто, споменик палим Крајишницима се налази на Бањ брду, које је само смјештено у широј урбаној зони Града Бања Лука. Налази се на 431 метара надморске висине и удаљено је 5 km од града. Споменик заузима доминантно мјесто у ужој меморијалној зони Парк-шуме Старчевица која га окружује и са којом чини посебну природно-споменичку цјелину амбијенталне и историјске вриједности. Бањ брдо је најпознатије бањалучко излетиште богато шумом, стазама за шетњу, планинарење, изворима воде за пиће као и уређеним мјестима за одмор и разоноду. Брдо доминира бањалучком котлином и са њега се пружа поглед на готово цијели град.
Од интереса за историју локалитета и споменика на ком је подигнут, јесте да је ово брдо током своје историје, а посебно времена у ком је настао и на које се претходно историјски реферише споменик, носило назив „Шехитлуци”. Према народној легенди овај назив је потекао од тројице јунака. Како наводи бањалучки новинар и хроничар Александар Равлић:
Легенда која стољећима већ живи каже да су у неком љутом боју тројици јунака сабљом одсјекли главу. Но иако су изгубили главу, они су са главама у рукама почели узмицати уз брдо. Успут, на врелу, прали су окрвављене вратове, а тек када су се испели на врх брда срце им је престало куцати.

„Тако могу само шехити” — радо су приповиједали старци. По њима је брдо, наводно, добило име Шехитлуци, а врело Вратинац.
Према неким наводима на том мјесту је, све до завршетка Првог свјетског рата, било турбе тих незнаних јунака. Овај назив брдо је носило све до промјене власти у Бањој Луци након пада комунизма и усљедјелог рата у Босни и Херцеговини, када је преименовано у свој данашњи назив.
- Брдо Старчевица са истоименим насељем у свом подножју
- Прилаз споменику

#### Партијска савјетовања на Шехитлуцима
Споменик палим борцима Босанске Крајине је изграђен на мјесту од велике симболичке важности за Народноослободилачку борбу. На овом мјесту је 8. јуна 1941. године одржано савјетовање Обласног комитета Комунистичке партије Југославије за Босанску крајину, као и неколико састанака након њега а сви везани за подизање устанка, које је пресудно утицало на организовање и ток устанка у Босанској Крајини.
Савјетовања су се догодила у друштвено-политичком контексту окупиране Бање Луке 1941. године. Наиме, након брзог пораза у Априлском рату, већ ујутру 14. априла јединице њемачке 14. тенковске дивизије долазе до Бање Луке и настављају даље ка Сарајеву, а за њима истог дана увече у град долазе моторизовани предњи одред њемачке 183. пјешадијске дивизије. Два дана касније главнина цијеле ове дивизије се пребацила у Бању Луку, а град постаје дио Независне Државе Хрватске, чиме отпочиње његова окупација. Контролу над градом преузима усташки политичар Виктор Гутић и одмах отпочињу прогони Срба, Рома, Јевреја и комуниста, чак и прије него што је Анте Павелић прогласио расни закон. Бања Лука је у ово вријеме била у разматрањима да постане пријестоница НДХ. Отпор оваквој политици „чишћења Крајине” је у илегали организовао бањалучки огранак КПЈ и њој блиска напредна омладина, а који се састојао дијељењу летака и антипропагандном дјеловању против усташке пропаганде, те у прикупљању оружја који ће убрзо доћи до бањалучког партизанског батаљона. У овом првом периоду окупације, премда су околности за припрему оружане борбе биле врло тешке, КПЈ у Бања Луци је организовала више акција и састанака — као придобијање особља Службеничке мензе за покрет, састанак у башти „Шипс” под руководством Касима Хаџића, састанак у кући породице Слуњски 12. маја, те јунски састанак у шуми на десној обали Врбаса изнад кућа Карабеговића на којем је Осман Карабеговић говорио о потреби припремања оружане борбе. Најзначајнији од ових партијских састанака/савјетовања у почетној фази окупације се догодио 8. јуна 1941. године.
Савјетовање је одржано у шумарској кући на Шехитлуцима. Ово је било прво шире савјетовање комуниста Босанске Крајине у вријеме окупације. Савјетовањем је руководио секретар Обласног комитета Ђуро Пуцар Стари, а присуствовали су Осман Карабеговић, Велимир Стојнић, Бранко Бабич, Љубо Бабић, Васо Бутозан, Шефкет Маглајлић, Бошко Шиљеговић, Илија Дошен, Јосип Мажар Шоша, Ивица Мажар, Мићо Шурлан, Карло Ројц, Касим Хаџић и Реља Лукић. Учесници савјетовања упознати су са одлукама и закључцима Мајског саветовања ЦК КПЈ одржаног у Загребу. Постављени су задаци да се партијске организације боре против политике окупатора и усташа на распиривању мржње између Срба, Хрвата и Муслимана и истакнут је значај борбе за братство и јединство. Постављен је задатак за припреме оружаног устанка за борбу против окупатора и разматране су организационо-политичке мјере око његовог припремања. Одређени су чланови Обласног војног комитета за Босанску крајину — Осман Карабеговић, Бранко Бабич, Касим Хаџић и Јосип Мажар Шоша.
Само неколико дана након овог савјетовања на Шехитлуцима је одржан први састанак Обласног војног комитета за Босанску крајину, којим је руководио члан Покрајинског војног комитета Махмут Бушатлија, на којем су прењете директиве о стварању диверзантских група и мреже војних повјереника и именовани су срески војни повјереници за више крајишких срезова, а одмах непосредно након овог састанка именовани су и руководиоци ударних група — Крало Ројц, Нико Јуринчић, Ранко Шипка, Драго Мажар, Руди Колак, Фадил Алагић и др.
У наредном периоду усташе и Нијемци су организовали једно неуспјешно хапшење бањалучких комуниста, које се изјаловило због бијега Славка и Ивице Одића усташким агентима који су упозорили остале чланове организације. Остали који су ухапшени су пуштени због негодовања становништва и због начелног незадовољства усташа лоше спроведеном акцијом. Највећи број њих је након тога напустио град. Даљи рад не подизању устанка се наставио почетком јула, када су чланови Обласног војног комитета за Крајину преносили директиве по крајишким срезовима за формирање штабова. Сљедећи важан састанак на Шехитлуцима је одржан 10. јула на ком су присуствовали Ђуро Пуцар Стари, Бушатлија, бањалучки комунисти и припадници бањалучког партизанског одреда. На састанку је Бушатлија пренио директиве Политбироа ЦК КПЈ од 4. јула, те је на основу њих требало формирати диверзантске јединице и започети оружане акције. Одлуке је требало прењети у све остале крајишке срезове где су формирани срески штабови. Ово је било посљедње важно савјетовање на Шехитлуцима.
Посљедњи велики састанак пред почетак устанка је одржан у селу Орловци, на планини Козари, под руководством Ђуре Пуцара, секретара Обласног комитета КПЈ за Босанску крајину, као проширени састанак среских војних повјереника за Приједор, Босански Нови и Босанску Крупу, на коме је прењета директива ЦК КПЈ за дизање устанка, разрађен план првих акција и формирано више припремних група. Именовани су срески војни штабови за Приједор, Босански Нови и Босанску Дубицу, а Младен Стојановић и Осман Карабеговић, сачињавали су неку врсту регионалног штаба за читаву Козару. Два дана након овог састанка, 27. јула, герилски одреди, под руководством Штаба герилских одреда за срез Босанско Грахово и околину, праћени стотинама сељака заузели су Дрвар и Босанско Грахово. Тада је Дрвар постао центар ослобођене територије, која је названа „Дрварска република” и која је била слободна све до 25. септембра. Овај догађај касније ће се обиљежавати као Дан устанка народа Босне и Херцеговине.

### Изградња
Према властитом признању Аугустинчић је изградњу споменика људима из Босанске Крајине обећао још за вријеме рата. Рад на првим скицама умјетник је отпочео већ 1948. године. Исте године је израдио прву варијанту макете за споменик, обликоване попут брда — шпиље, са рељефима по страни. Током рада на споменичком рјешењу Аугустинчић је осим ове, израдио и још једну макету у периоду од 1951. до 1957. године као изведбену варијанту споменика, која је бијела, мања и стилизованија од претходне варијанте, са кадрираним рељефима и правилним каменим блоковима (за разлику од претходне која је моделирана стијена, са рељефима који теку без прекида). И једна и друга су похрањене у фундусу Галерије Антуна Аугустинчића у Клањецу у Хрватској.
План споменика је подразумевао бетонску конструкцију која би се обложила бијелим брачким мермером, са рељефима који говоре о историји народа Крајине. Унутрашњост споменика замишљена је као спомен-костурница, која би била осликана фрескама са мотивима из НОБ. Према назнакама аутора, форма споменика је инспирисана масама стијена у кањону ријеке Врбас, на путу Бањалука — Јајце, који је важио за веома живописан пејзаж. Пут је изграђен за вријеме аустроугарске окупације и био је чак и мотив на разгледницама из тог периода. Аугустинчић је у интервјуу из 1954. године на сљедећи начин образложио симболику главног скулпторског мотива изнад портала на маузолеју — нагог мушкарца са заставом у руци: „Напријед на порталу маузолеја биће приказана Партија – организатор и предводник устанка, а са лијеве и десне стране портала два партизана у напону борбе против окупатора… Изнад вратију урезана је фигура борца са високо издигнутом заставом у десној руци. То је Партија!”
Према првим информацијама о изградњи, које су до јавности доспеле 1953. године, намера иницијатора изградње је била да се споменик заврши исте те године. Но, већ наредне године рок завршетка је морао да се редефинише, па је као реалнији циљ постављена 1957. година. Споменик је коначно завршен 1961. године и то је и најдужи временски период који је Аугустинчићу у његовој каријери било потребно за израду једног дјела. Изградња споменика финансирана је махом од прилога грађана цијеле Босанске Крајине, а изградњом је руководио Републички одбор СУБНОР-а Сарајево.
Аугустинчић ради на споменику унутар своје мајсторске радионице у Загребу — посебних институција које је основао Комитет за културу ФНРЈ послије рата како би поспјешио развој појединих умјетничких грана, али са примисли о политичкој функцији који је умјетности тог времена био намијењен. При изради Споменика на Шехитлуцима му помажу вајари који су се усавршавали у његовој радионици — Владимир Хрљевић и Несто Орчић, али и вајари који нису били сарадници у његовој радионици, а које је Аугустинчић цијенио као врсне мајсторе — Грга Антунац (који је и прије рата помагао Аугустинчићу при изради споменика шлеском устанку и маршалу Пилсудском за Катовице у Пољској) и вајар Велибор Мачукатин који је помогао приликом израде рељефа за споменик. Такође, приликом овог великог споменичког подухвата Аугустинчићу су у изради помогли и вајар и директор властите мајсторске радионице Франо Кршинић и архитекта Драго Галић.
За вријеме изградње споменика идеја је била да аутори фресака у унутрашњости споменика буду Моша Пијаде, Крсто Хегедушић и Исмет Мујезиновић. Мујезиновић је прве картоне-цртеже и скице за фреско-декорацију почео да прави у периоду 1956—1958. године. Фреске су имале као мотив историју НОБ-а у Босанској Крајини. Међутим, у вријеме откривања споменика није било могуће осликати унутрашњост због неријешеног проблема влаге. Стога је Мујезиновић фреске завршио тек осамдесетих година прошлог вијека.
У самој Бањалуци изградња Споменика палим Крајишницима је, уз изградњу небодера на Кастеловом ћошку, био најзначајнији градски репер, те најбитнији умјетничко-градитељски подухват 50-их година, а уједно и изузетно захтјеван захват за сиромашну локалну заједницу послије Другог свјетског рата. Први корак је био изградња приступног пута до локације будућег споменика на Шехитлуцима, који је добровољним радом у организацији Народног фронта Бањалуке изградило становништво града у периоду од 1953. до 1961. године, а завршено је на дан свечаног откривања споменика. Новоизграђена саобраћајница је касније добила назив Пут бањалучког партизанског одреда. Истодобно са изградњом прилазног пута споменику, у његовој околини је изграђено и неколико туристичко-угоститељских објеката: туристички дом подно Шехитлука и мотел на Шехитлуцима. Тада је извршено и пошумљавање подручја брда Старчевица и Шехитлука.
Споменик је свечано отворен 27. јула 1961. године, на двадесету годишњицу подизања устанка у Босанској Крајини (Дан устанка народа Босне и Херцеговине). Церемонији откривања је присуствовало више хиљада Бањалучана и Крајишника, те високи руководиоци и друштвено-политички радници предвођени Ђуром Пуцаром Старим.
- Стијене у кањону ријеке Врбас и пут Бањалука — Јајце. Разгледница из периода аустроугарске окупације.[53]
- Прва Аугустинчићева макета за споменик, фотографија од 1954. године.[46] Макета се данас чува у Галерији Антуна Аугустинчића у Клањецу, Хрватска.[47]
- . Груба скица–макета основне форме споменика, прва половина педесетих година ХХ вијека. На макети је приказан и један од скулпторских мотива – рељефни фриз са тематиком из локалне историје.[53]

### Наредна десетљећа и данашњица
Од отварања, споменик је постао мјесто на коме су се одржавали различити зборови, скупови, митинзи поезије, младости и стваралаштва. Председник Југославије Јосип Броз Тито је заједно са високим државним и републичким функционерима посјетио и положио вијенац на споменик 12. априла 1966. године, а у склопу његове укупне посјете Босанској Крајини. Броз је у обраћању истакао заслуге Бањалуке током рата.
Већ од самог почетка споменик на Шехитлуцима прате проблеми због несолидног извођења и лоше припреме материјала, тако да се озбиљне штете на рељефима јављају већ средином шездесетих, само неколико година по откривању. Главни разлог је сурова клима на овом простору коју лоше подноси брачки камен којим је обложен споменик. Такође као већ поменуто, због проблема влаге која настаје у унутрашњости споменика, осликавање фресака се одужило до пред крај 80-их, а и након тога добар дио осликаног је нестао управо због влаге. (в. опширније испод) Због оваквог стања споменик је у годинама по отварању био предмет рестаураторских радова, на којима су учествовали и неки од Аугустинчићевих сарадника из мајсторске радионице. Опсег ових рестаураторских радова је варирао од пута до пута. Некад су радови били обимнији, клесарски, некад само инјектирање рељефа. Техничко снимање оштећења проузрокованих појавом влаге извршено је 1971. године од стране Геодетског завода у Сарајеву, након чега се ове године приступило санацији објекта. Споменути проблеми и нужност за рестаурацијом су иначе код самог Аугустинчића, у годинама по отварању, наилазила на незаинтересованост и немарност према судбини свог дјела, што је оштро осуђивано у дневној штампи, но сам аутор никад није објаснио своју равнодушност. Сам плато испред споменика је у периоду од 1988. године до данас поплочаван више пута. Посљедње поплочавање је извршено љета 2018. године.
Завод за заштиту споменика културе Народне Републике Босне и Херцеговине из Сарајева, донио је 18. априла 1962. године одлуку којом се споменик палим борцима Босанске крајине на Бањ Брду (Шехитлуци), као и само мјесто, ставља под заштиту државе, а сам споменик је проглашен непокретним спомеником културе. Крајем 1975. године, Одлуком о просторном уређењу проглашен је Споменички комплекс на Шехитлуцима а априла 1980. СО Бањалука је донијела Одлуку о уређењу Спомен парка „Братство и јединство“ на Шехитлуцима (око 25 хектара) а Споменик је саниран.
Споменик палим Крајишницима се у стилизованој форми нашао на првом амблему (грбу) Бања Луке, усвојеном 1965. године. Ово знамење града је опстало све до 1992. године, када у употребу улази нови грб.
Падом комунизма и усљедјелом рату у Босни и Херцеговини, радикално се мијења политички контекст, а са њим и однос према споменицима НОБ у цијелој Босни и Херцеговини. Док су у претходном времену истицани као симбол и темељ изградње заједничког идентитета у Југославији, позиција српске националне политичке опције (СДС) која је добила повјерење највећег дијела Срба у БиХ (под чијом се контролом нашао бањалучки споменик) је гледе насљеђа НОБ-а био комплексан. Са једне стране најважније мјесто је заузимало сјећање на велика ратна страдања српског народа током Другог свјетског рата, док је са друге стране аспект који је у претходном времену званично величао југословенски и социјалистички аспект НОБ-а перципиран као дио пропалог политичког пројекта, уз истовремено истицање и равногорског покрета генерала Драгољуба Драже Михаиловића као антифашистичког. С тим у складу, на просторима гдје је СДС био на власти споменици посвећени НОБ-у су постали запуштени или ратом девастирани, али поједини споменици као споменик на Мраковици посвећен страдању на Козари су заузимали важно мјесто у политици сјећања ове политичке странке. Споменик палим Крајишницима је, заједно са другим партизанским споменицима у Бањој Луци током рата у БиХ, био предмет скрнављења.
Након рата у БиХ одржавање Споменика палим Крајишницима је било у рукама СУБНОР-а Републике Српске које је финансијски помагао град. Ово удружење је 2003. године организовало уклањање графита увредљивог садржаја и исписаних кукастих крстова са споменика.
Први дјелимични рестаураторски радови на Споменику палим Крајишницима послије рата су рађени 2008. године. Радове је финансирала Административна служба Града Бања Лука, а на основу пројекта којег су 2005. године израдили Завод за студију и пројектовање и Завод за заштиту културно историјског и природног насљеђа Републике Српске. Обнова се састојала од уклањања графита, конзервације рељефа и уређења спољњег изгледа споменика посебним материјалом.
Комисија за очување националних споменика Босне и Херцеговине — у саставу: Љиљана Шево, Амра Хаџимухамедовић, Дубравко Ловреновић, Мартин Чери и Зејнеп Ахунбеј, је разматрајући двије поднијете петиције са захтјевом да се споменик на Шехитлуцима прогласи националним спомеником (једну коју је поднијела група грађана из Бањалуке септембра 2003. и другу коју је поднијела Градска управа Града Бања Луке уз помоћ Републичког завода за заштиту културно-историјског и природног насљеђа Републике Српске јуна 2006. године), 2. септембра 2013. године одлучила потврдно у овој ствари, чиме је споменик палим Крајишницима званично постао националним спомеником Босне и Херцеговине. Одлука подразумијева проглашење и заштитног појаса у дужини од 300 m од граница споменика у којем је забрањена изградња индустријских и пољопривредних објеката, те могућност изградње инфраструктуре, али само по дозволи надлежног органа, а према условима надлежне службе заштите. Истовремено Комисија је својим увидом у ово културно добро утврдила да се оно налази у лошем стању због неодржавања и утицаја атмосферилија. Према увиду Комисије из 2013. године:
Уочљива су оштећења камених облога зидова и самих рељефа усљед дуготрајног утицаја атмосферилија, што може довести до њиховог ширења и стварања деформација. Примјетне су и пукотине на великом броју камених плоча којим су поплочани плато и степениште, док неке плоче недостају. Надаље, цртежи на зидовима у унутрашњости споменика су у изузетно лошем стању, у опасности од потпуног нестанка. Оштећења су настала усљед неодржавања и интензивног утицаја капиларне влаге, која је видљива и на спољним деловима споменика, и захтијевају предузимање хитних мјера за њихову конзервацију и рестаурацију. Усљед неодржавања примјетна су оштећења на прилазном путу.
Због свега наведеног Комисија је обавезала Владу Републике Српске да поднесе адекватне мјере како би трајно заштитила споменик, а у склопу тога посебне хитне мјере заштите за рељефе на фасади и цртеже у унутрашњости споменика, јер им усљед атмосферилија и капиларне влаге у зидовима пријети уништење.
Према писањима бањалучких медија од јануара и фебруара 2018. године, од одлуке Комисије 2013. године и њеног захтјева за хитном рестаурацијом споменика, пет година касније није се ништа урадило у вези с тим. Споменик је и даље у јако лошем стању, отпадају дијелови са њега, а осим поменутог фактора — атмосферилија, даљњем пропадању доприноси и људски фактор, због учестало пењања људи на споменик како би се фотографисали или уживали у погледу који се са врха споменика пружа на град. Представници градске управе наводе да рестаурација самог споменика није у њиховој надлежности, док у Заводу за заштиту наводе да немају новца за скупу рестаурацију, те да је пројекат за претходну био урађен по жељи града, али да она никада до краја није спроведена. У међувремену се формирала локална група грађана са циљем да самоиницијативо спријечи даље пропадање споменика и подстакне његову рестаурацију и свеукупно сређивање простора око споменика. Посљедња интервенција на подручју споменика је [стање новембра 2018] подузета прољећа 2018. године, када је град Бања Лука извршио ново поплочавање степеница до споменика.
Кад је о данашњем друштвеном аспекту споменика ријеч, сваког 27. априла — дана одлуке о подизању устанка у Босанској крајини, припадници СУБНОР-а Републике Српске те и бројни градски и ентитетски функционери, комеморирају сваке године овај датум на овом бањалучком здању. Као већ напоменуто Бањ брдо је омиљено и најпосећеније бањалучко излетиште, тако да је и сам споменик посјећен. Споменик палим Крајишницима је иначе дио званичне туристичке понуде Града Бања Луке, и у складу са тим Град и туристичка организација у понуди за посјетиоце имају различите врсте садржаја (вожњу панорамским минибусом, посматрање телескопом и др.).

## Изглед споменика
Споменик палим Крајишницима заузима централно мјесто на Бањ брду одакле доминира околином. Цијели спомен-комплекс се састоји од три дијела —прилазног пута до споменика и кружног пута око споменика, карактеристичних прилазних платоа са степеништем и самог спомен-маузолеја.
Архитектонски гледано, објекат спада у сложени тип спомен-обиљежја са разиграним геометријским формама које се степенасто сужавају према врху стварајући стилизовану пирамидалну форму са нагласком на прочелни дио, чиме је посебно наглашена динамичност форме. На динамику форме утиче још и истицање висине прочеља у односу на висину зачеља. Акценат споменика представља лучно надвијено прочеље које заједно са фигуром младића формира одређени вид порталне форме, чиме је истакнут улаз у унутрашњост објекта у којој се налази зидна декорација. Споменик је монументалних размјера осмишљен на начин да обликом прати конфигурацију терена. Брачки камен којим је бетонска конструкција споменика обложена доприноси стварању илузије да је споменик исклесани монолит, одувијек на том мјесту.
Формом и динамичном обрисном линијом, гледан из даљине подсјећа на испаљен хитац у правцу Грмеча и Козаре. Он истовремено симболизира устанак на који се дигао народ читаве Крајине и побједу над непријатељем. Са страна споменика попут фриза у ниском рељефу приказана је борба народа Босанске крајине и посљератна изградња. Изнад улаза у маузолеј уздиже се фигура мушкарца са развијеном заставом, а симболизира комунистичку партију као идејног вођу устанка.
Прилаз споменику је ријешен у виду широког платоа са степеништем поплочаног бијелим каменим плочама, који се спушта све до обилазне цесте. Око цијелог маузолеја су степенице које омогућавају обилазак и праћење рељефа.

### Спомен-маузолеј
Основа маузолеја је подужна с благом тенденцијом сужавања према завршетку, а подразумијева улазни хол, централну дворану и сервисни простор. Улазном холу (дужина 308 cm, ширина 468 cm и висина 417 cm) се прилази са западне стране објекта кроз једноставни портал ширине 1,5 m и висине 3 m. Веза између улазног хола и централне дворане остварена је са два отвора ширине 88 cm и висине 255 cm. Централна дворана маузолеја формирана је танким армиранобетонским зидовима (Мониер) дебљине 10 cm и висине 385 cm. Мониер зидови су са унутрашње стране обложени опеком и благо су нагети према унутрашњости. Размак између ових унутрашњих и спољних зидова маузолеја износи око 50 cm. Централна дворана је укупне дужине 13 m и има благо лучно закривљени завршетак. Њена ширина на улазу износи 5,2 метра док је лучни завршетак широк 3,4 метра. Лучни завршетак је од дворане одвојен зидом димензија 240 cm x 385 cm x 34 cm и прилази му се кроз два отвора ширине 60 cm. Иза лучног завршетка налази се сервисни простор дужине око 5 m којем се прилази кроз отвор ширине 70 cm. Централни простор маузолеја засведен је бачвастим сводом. Висина до тјемена свода износи око 6 m.
Укупне димензије објекта су: дужина 27,3 m, ширина 9 m, а висина је 13,50 m. При изведби споменика коришћени су углавном савремени материјали (бетон), али је унутрашњост обложена опеком.

#### Рељефи
Предња фасада споменика — прочеље, као и бочни зидови, украшени су рељефом рађеним у брачком камену.
Рељефи који украшавају два бочна зида тематски су инспирисани догађајима из НОБ-а — Другог свјетског рата (теме које се често појављују на споменицима који обиљежавају овај период). У погледу стилског исказа припадају струјама соцреалистичке умјетности. На прочељу споменика, изнад улазних врата, налази се грандиозна фигура нагог младића (фигура „Побједник”) који у руци држи заставу која симболизује комунистичку партију — идејног вођу устанка. Фигура је изведена у маниру античких богова гдје су атрибути попут копља замијењени чекићем и заставом комунистичке партије. Фигура је приказана у покрету, подигнутих руку и ногу у раскораку, an face. Његове црте лица су оштре, а поглед је усмјерен према посјетиоцу/посматрачу. Како истиче истраживач Сњежана Бандула, фигура и застава су фино обрађене, заглађене, сенке се благо прелијевају преко умекшане анатомске структуре тијела, чему контрастрира грубо обрађена позадина непосредно око фигуре.
На бочним странама су изведени рељефи (барељеф) који у низу сцена приказују окупацију, звјерства окупатора и домаћих издајника, устанак и борбу против непријатеља до коначне побједе.
Фриз сјеверне фасаде је могуће подијелити на шест сцена. Посматрано од портала према зачељу приказ мита о побједи Давида над физички надмоћним Голијатом је прва сцена. Давид, снажни голоруки младић приказан је у полупрофилу док стоји на тијелу Голијата задајући му посљедњи ударац. Аутор је Голијата окитио кукастим крстовима и другим симболима нацистичке Њемачке како би метафору учинио што јаснијом — народноослободилачка борба је борба голоруког народа против далеко надмоћног противника. Третман споменутог стојећег мушког лика је, истиче Бандула, истоветан као лика Партије на улазу. Остатак фриза посвећен је свирепости агресора и издајника, окупљању тј. устанку партизана и призору из битке. Вертикална подјела рељефа извршена је стилизованим дрвећем између којег се одвијају преостале сцене.
Сцена 1, збјег — сцена је смјештена у шуму и осликава безнадежност петнаест мушкараца, жена, стараца и дјеце који су били приморани напустити своја огњишта. У првом плану је група жена окупљених око ватре. Главе су погнуле, ноге су им босе, а одјећа подерана. С њима у групи су још два мушкарца који су приказани стојећи, такође жалосног израза лица. С десне стране им прилази група нових прогнаника једнако безнадежних и уплашених.
Сцена 2, окупљање народноослободилачке армије — испред Маршала који држи говор приказани су војници у ставу мирно у профилу. Војници достојанственог држања су распоређени у четири врсте, једна иза друге. Призор је статичан.
Сцена 3 и сцена 4, битка и страдање народа — сцена је подијељена у два сегмента — свирепости окупатора над невиним народом (вјешања, одрубљивања глава) и динамична, напета сцена битке.
Сцена 5, говор пред рударима и радницима — централна фигура је маршал окружен рударима са крампама на рамену. Погледи актера приказаних у профилу и полупрофилу су усмјерени према говорнику. Призор је статичан.
Фацијалне експресије ликова изостављене су у сцени окупљања народноослободилачке армије и говора пред рударима и радницима, док у другим сценама аутор врло вјешто с обзиром на технику успијева дочарати бол, страх, агонију. Илузију дубине аутор постиже градацијом димензија бројних актера у сценама — празан простор на сјеверном фризу не постоји.
Фриз јужне фасаде, као и и код фриза сјеверне фасаде, прва сцена је приказ мита о побједи Давида над Голијатом, док је у осталим сценама приказан период Народноослободилачке борбе. Сагледан у цјелини фриз може бити подијељен у шест сцена које приказују:
Сцена 1, збјег — композиција је густа и подразумијева осам фигура приказаних у профилу и полупрофилу како се исцрпљени пробијају кроз густу шуму.
Сцена 2, индивидуално страдање — сцена приказује мајку испред разрушене куће која у наручју држи мртвог синчића. Оно што посматрача усмјерава према овом призору јесте чистоћа композиције (празан простор око главног актера призора). Овај се призор у иконографском смислу може читати као Пијета Народноослободилачке борбе.
Сцена 3, битка — изразито динамичан призор гдје су приказана бројна људска тијела сплетена у агонији борбе. Призор је смјештен у шуми. Осјећај који доминира призором је агонија борбе за живот коју осим голоруког народа пролазе и окупаторски војници.
Сцена 4, ослобађање — живописни призор са партизанском четом која се окрепљује док у њиховој близини дјечица играју у колу. Сцена је преплављена осјећајем живости и наде.
Сцена 5, први избори у слободној домовини — доминантни мотив композиције је чин гласања — убацивања гласачког листића у кутију. Погледи актера сцене усмјерени су према чину гласања што објашњава значење сцене, али и важност самог догађаја. Мушкарац у војничком одијелу и жена сједе за гласачким столићем и надзиру процес гласања. Испред њих је група људи, спокојних израза лица, који чекају на свој ред. Актери су приказани у полупрофилу и профилу.
Мотив који се провлачи кроз све сцене и одређује ритам фриза је стабло поломљених, голих грана.

#### Фреске
Унутрашњост споменика је подијељена на три, асиметрично распоређена, дијела. Три зидна платна у унутрашњости објекта, носе зидну декорацију изведену на камену у техници ситоштампе.
Цртежи су, као већ напоменуто, изведени 1988. године: — и отворени за посјетиоце на Дан града ове године, знатно касније него сам споменик, иако је идеја постојала од самог почетка његовог пројектовања. Приједлог технике којом је пероцртеж Исмета Мујезиновића пренесен на камене плохе дао је Исмар Мујезиновић, а пренос цртежа ситоштампом са оригинала на камен извео је Мехмед Акшамија. На камене плоче мањих димензија 35 cm x 35 cm наношени су сегменти композиције Исмета Мујезиновића, а потом су мање плоче сложене у монументалну цјелину (приближно 3,85 m x 25 m). Према свједочењу Исмара Мујезиновића приложеном Комисији за очување националних споменика БиХ приликом проглашења споменика националним спомеником 2013. године:
Композиција цртежа је сачињена од приближно 1000 фигура које су требале да објасне ратне догађаје у Крајини. Да би се сачувала изворност Исметових цртежа, предложио сам да се цртежи ситотиском са оригинала пренесу на камене плоче и да се тако све пренесе на зид. У том случају је цртеж остао у свом оригиналном изгледу, а све је дословно према Исметовој идеји пренесено на зид. Поступак је по мојој жељи извео Мехмед Акшамија (фотографирање и израда припреме на графички филм за ситотисак), а само штампање је повјерено ситотиску — Мандић/Штабек.
Радове су обавили стручњаци сарајевског Атељеа „Рекламарт“ под надзором сликара Исмара Мујезиновића, који је по смрти оца Исмета преузео обавезу уређења унутрашњег дијела споменика.
Према увиду у стање споменика поменуте Комисије 2013. године, цртежи у унутрашњости објекта готово су изгубљени (сачуване су сцене у горњем појасу и понека у доњем). Поредећи постојеће стање и публиковани материјал из ранијих деценија о овом споменику, Комисија је закључила да је 80% материјала у цјелости изгубљено.
Сликарско рјешење Исмета Мујезиновића подразумијева низ сцена тематски одређених догађајима из НОБ-а, које се преплићу у монументалну цјелину кроз коју је представљено искуство борбе, преживљавања, ратних страхота, формирања Народноослободилачке војске. Сликар је домишљато искористио искуство ратног илустратора, цртеж је изразито вјешт и одаје искусну руку. Посматрана у цјелини, композиција је испуњена и изразито динамична. Димензије ситоштампе сјеверног и јужног зида су 11,15 x 3,85 m, а димензије централног зида износе 2,40 x 3,85 m.
Сјеверни зид: могуће је идентификовати девет сцена кроз које су представљене различите епизоде окупљања Народноослободилачке армије (окупљање, договори, подизање заставе Југославије, партизанска чета). Све сцене су смјештене у природно окружење упућујући на герилско ратовање, тј. стратегију ратовања Народноослободилачке армије. Сликар избјегава сваку индивидуализацију ликова, а као доминантни елемент у свакој од композиција наглашава покрет. У позадини централне сцене — подизање заставе — назире се ведута града. Двије од девет сцена, позициониране у нижој зони (централној од три зоне), а према извјештају Комисије из 2013. године, могуће их је идентификовати кроз раније публиковани материјал и представљају сцене битке.
Централни зид: сцене централног зида су према увиду Комисије изгубљене у цјелости.
Јужни зид: могуће је идентификовати седам сцена које приказују надмоћ противничке војске (механизацију, наоружање) и прогон народа Крајине. Сцене су конципиране на исти начин као и на сјеверном зиду, а сачувао се такође горњи појас са понеким детаљем првог и другог појаса. Индивидуализација актера је изостављена, а покрет је доминантни елемент сваке од сцена.
Материјал који је коришћен за облагање цјелокупног споменика, као и за израду рељефа, је брачки бијели камен, док су цртежи нанесени на камену из Посушја. Камене плоче за облагање споменика, као и сегментна поља са декоративним рељефом већих су димензија и са леђне стране анкерима су везане за носиви зид.

## Периодизација и критика дјела
Споменик палим борцима Босанске Крајине спада у дио опуса Антуна Аугустинчића који настаје за вријеме и након Другог свјетског рата и којег карактерише социјалистички реализам. Прихватање овог умјетничког правца везан је за ратни дио Аугустинчићеве биографије. Наиме, Аугустинчић је и прије рата имао лијеву политичку оријентацију, а доласком рата у југословенске крајеве овај скулптор јесени 1943. године одлази у партизане, и готово истодобно улази у врх комунистичке партије. Након нешто више од пола године бива послат у Москву, што је био и временски период када је прихватио иконографију соцреализма. Јер, осим одређених дипломатских дужности, главни разлог одласка Аугустинчића у Москву је била припрема вајара за скулпторске задатке који су тек предстојали — у самом средишту соцреалистичке умјетности. Но Аугустинчић као већ формирани умјетник и као припадник струје у вајарству која означава кулминацију реализма започетог 70-их година 19. вијека, мало је тога могао да научи од тадашњих водећих совјетских вајара као Вучетић, Меркуров (en) или Федјаков. Стога, како истиче историчарка умјетности Љиљана Колешник:
Попутбину с којом се враћа чини низ иконографских, идеолошки прикладних рјешења, која су се од 1932. па до те, 1945. године, обликовала у совјетској умјетности у јасној тематској хијерахији. На првоме мјесту су свакако портрети вођа и хероја револуције, потом долазе призори битака и народног отпора, а слиједе их симболичке фигуре њезиних анонимних ступова — бораца и морнара, те радника, прије свега металаца и рудара. Класични скулпторски жанрови као што су индивидуални портрет или акт, у колизији су с прокламираним вриједностима новога друштва и долазе тек на посљедње мјесто или их готово уопће нема.
Према мишљењу Колешникове, један од највећих проблема Аугустинчићева послијератног опуса управо је у томе што се, када је једном прихватио овако постављену тематску хијерархију и обликовне матрице које ју прате, више никада није успио ослободити се њених ограничења. Сваку од ових тема вајар ће обрађивати до краја каријере, суочавајући се каткад, у каснијим годинама и с уљудним одбијањем одређених пројеката, јер су чак и за укус нове власти постали превише конзервативни.
Споменик палим Крајишницима спада у други тематски блок Аугустинчићевог послијератног репертоара — призори битака и народног отпора. Главна карактеристика овог тематског блока су рељефи уклопљени у велике споменичке цјелине на којима се у дословном, реалистичком скулпторском изразу приповједа споменута тематика. Први подигнут споменик у овом маниру је Споменик захвалности Црвеној армији на батинској скели на Дунаву. Споменик палим Крајишницима се идејно ослања на споменик на Батини — како рељефима, тако и скулптуром „Побједника” којом се величају јунаштво и „дух револуције” истовјетно као што то приказује фигура »Аритљерца« са споменика на Батини, а која је исклесана у још једном примјерку и 1954. године постављена на Гробљу ослободилаца Београда.
Споменик на Шехитлуцима је од свог откривања различито умјетнички вреднован, како негативни тако и позитивно. У властитом осврту на југословенско ангажовано и социјално вајарство из 1977. године, критичар Јурај Балдани даје позитивну критику Аугустинчићевог споменика на Шехитлуцима, посебно истичући доминантни рељеф гдје се, према његовом мишљењу, Аугустинчић „потврдио као врстан кроничар што у разведеном сценарију слика из борбе успоставља увјерљиву равнотежу.”
Љиљана Колешник је дала негативну критику споменика на Шехитлуцима. Оцјењујући рељефе, те компарирајући споменик на Батини са спомеником на Шехитлуцима, ова историчарка умјетности у свом раду из 1994. године истиче:
Изразито наративни, привидно богати детаљима, а заправо оптерећени безбројним понављањима једне те исте гесте и истовјетних композицијских односа у кадру, ови рељефи не означују Аугустинчићеву кипарску инвенцију. Како је у раноме послијератном раздобљу ново друштво имало потребу оставити будућим нараштајима јасну слику повијесних догађаја, они су морали бити испричани обиљем појединости које ништа не препуштају забораву или случају и у том контексту, схваћањем споменика истодобно као метафоре и пролетерске Biblie pauperum, Аугустинчић је посве у складу са захтјевима времена. Но, док је Споменик захвалности Црвеној армији у Батини начињен у вријеме када је то био и једини могући приступ (1946.—1947), Споменик палим Крајишницима у Шехитлуцима започет 1948. довршен је тек године 1962. Већ на споменику у Батини може се уочити Аугустинчићева потреба да свакој великој споменичкој цјелини осигура снажно метафорично значење које би надишло значења појединачних наративних низова. И док на Споменику Црвеној армији није успио довољно утишати глас Побједе како би се јасно чуо звук комунистичког брода који нас носи у свијетлу будућност, у Шехитлуцима је покушао бити много дословнији. Поворке наших народа које револуцијом, борбом и патњом улазе у повијест из стања посвемашње повијесне неартикулираности, води лик Побједника који се више пута јавља на бочним рељефима, да би након свега, у правој Брекеровској манири (en), развио заставу изнад улаза у маузолеј. Метода повезивања цјелине варијацијом истовјетног мотива праћена је у овом случају и досљедно проведеном формалном стилизацијом, која у појединим призорима готово прелази у гротеску не штедећи ни побједника ни побијеђеног.
Критичар умјетности Еуген Франковић се, у свом раду у загребачком часопису „Живот умјетности” из 1966. године гдје анализира однос простора и споменика, негативно изјаснио о Аугустинчићевом бањалучком споменику, оцјењујући да се „намеће пејзажу”, што узрокује да је у конфликту са околином, конфликту који (увијек) губи. Као позитивне примјере бањалучком споменику супротставља Споменик устанку у Дрежници у Хрватској Косте Ангелија Радованија и Споменик Стевану Филиповићу у Ваљеву Војина Бакића због своје одговарајуће величине и складности у односу на пејзажни простор и терен око себе.

Историчар умјетности Иве Шимат Банов, премда даје позитиван суд о самом споменику, такође истиче несклад споменика и пејзажа у ком стоји. Како наводи Шимат Банов:
| „ | Као архитектонско-скулпторски склоп и цјелина споменик исказује завидан склад дијелова, осјећај мјере у фигурама и фигуралним групама. Но, Шехитлуци су примјер споменика наметнутог пејзажу који отвара проблем просторног и амбијенталног усклађивања и продубљује конфликт архитектонско-скулптуралне масе с околином те потцртава њихову „непомирљивост”. То „самозадовољство” умјетника који се задовољава формом по себи вриједног споменичког склопа остаје у конфликту са „захтјевима терена” и пејзажне морфолошке специфичности. […] | ” |

Иначе, како истиче Шимат Банов, геста руку фигуре „Партије” на споменику са Шехитлука спада у Аугустинчићев репертоар који је разрађиван и на његовим другим споменицима, али, како наводи, ова гестикулација се тумачи на свакој од његових фигура особено и засебно, а не у неком универзалном кључу:
| „ | Геста руку Аугустинчићевих фигура садржава у цјелокупном његовом опусу могућност за готово мању студију значења гесте. Формално гледајући ту би Аугустинчић требао бити најближи опасности театралности и фразеолошкој реторици, но он јој је овдје могуће и најдаљи. Раскриљене руке Мартина Пуштека, Матије Гупца, фигуре Партије са споменика на Шехитлуцима, Партизанке са заставом, Борца са заставом на споменику у Новој Градишки и бројни други примјери могу се схватити само сликовитим и литерарним аранжманом, који је конвенционално разријешен театралношћу и драматиком гесте сваке фигуре понаособ. Његов Матија Губец (а ту не треба изгубити из вида скицу за Даринку Радовић) и Мартин Пуштек, премда један монументалан, а други интиман у замисли, својом гестом уздигнутих руку исказују унутрашње тензије лика, што нпр. није случај с његовим Авијатичарем из Бишофа који исказује несклад психолошке и физичке коресподенције, тј. њихову неподударност. […] | ” |

Архитекта Јелена Савић у свом виђењу Аугустинчићевог споменика истиче:
| „ | Комплетан доживљај споменика прецизно је осмишљен. Његова основна форма, пандан стијенама кањона, примјећује се из даљине, захваљујући истакнутом положају изнад града. Приликом приласка споменику, приступа се широким степеништем до платоа позиционираног тако да се као доминантан сагледава улазни мотив фигуре борца. Бочне стране су испуњене рељефним фризом који својим темама не реферира само на народно–ослободилачку борбу, већ и на природу и традицију локалних житеља, који су и у прошлости били изложени „хисторији борби и патњи“. Тако се локална историја борби и патњи одвија пред очима посјетиоца и завршава тријумфом у народној револуцији. Међутим, споменик је заправо и маузолеј – костурница чија је унутрашњост такође интегралан дио концепта и завршни мотив свеукупног доживљаја: „И унутрашњост гробнице биће украшена фрескама, а у средини – на црном мраморном поду – биће постављен бијели мраморни саркофаг.” [Аугустинчић] | ” |

Савићева симболику и положај споменика ставља у шири оквир урбане историје Бањалуке и начина како се нови политички режим легитимисао, те надаље наводи:
| „ | Код разумијевања улоге споменика на Бањ брду, није неважно што је он физички измјештен изван контекста осталих градских репера. Осим што његова снажна и динамична форма и наративна природа рељефа и планираних фресака непосредно изражавају идеју револуције, он као дјело монументалних димензија и као просторна доминанта, аконтекстуална у односу на осталу урбану структуру, сугерише и идеју о супериорности нове, прогресивне, социјалистичке епохе над свим другим историјским периодима. Међутим, нестручна реализација и примјена импровизованих рјешења допринијеле су да стварни доживљај споменика не буде доследан оном пројектованом: крунски мотив искуства о споменику, унутрашњост маузолеја, остао је недовршен и само је кратко и са годинама закашњења у односу на тренутак откривања умјетничког дјела био доступан за обилазак. | ” |

Истраживач Сњежана Бандула у проучавању цјелокупног опуса Аугустинчићеве јавне скулптуре, споменик изнад Бањалуке типолошки сврстава у тип његових споменика гдје су комбиновани архитектура и кипарство у којој је тежиште на архитектонској форми (маузолеј). Осим овог типа, она уочава још два типа међу умјетниковим јавним споменицима — тип споменика људске фигуре и тип споменика комбинације архитектуре и кипарства у којој претежу кипарски елементи. Осим бањалучког споменика у споменути тип, Бандула само још сврстава Споменик палим борцима у Сиску из 1965. године. Овај истраживач се у својој стилској критици рељефа, као и цијелог дјела, позитивно изјашњава о истом. Како истиче:
| „ | Фигуре рељефа нису меко и реалистички моделиране као два споменута мушка лика [на улазу и почетку фриза], већ су наглашено плошне, оштро резане, стилизираних контура и набора, психолошки неиздиференцираних лица. Превладавају велике, јасне, прегледне плохе које мјестимично подсјећају на удвојене фигуре крагујевачког споменика (нпр. фигура у бијегу, огрнута великим плаштем). Рељефи се уклапају у цјелину и не нарушавају архитектонско јединство масе зида. Та наглашена затвореност, масивност, асиметрични помаци и неправилност степеничастог горњег дијела маузолеја те велика мрачна унутрашњост придају маузолеју карактер грађевине-брда, чему је Аугустинчић и тежио: „Па гдје су се одржавале партизанске борбе ако не у спиљама, у брдима, шумама… брдо споменик.“ Бјелина камена и оштрина контура геометријских облика ипак овај маузолеј јасно издвајају из околиша. | ” |

- Споменик војнику ослободиоцу, парк Трептовер, Берлин. Споменик је рад совјетског вајара Јевгенија Вучетића.
- Вучетичева скулптура у спомен-парку Трептовер у Берлину.
- Споменик „Спајање фронтова” (ru), Волгоградска област, Русија; споменик је рад Јевгенија Вучетича;
- Мајка отаџбина зове!, Волгоград, Русија. Аутор: Јевгениј Вучетић;
- „Смрт вође” (1924—1949) (ru), рад Сергеја Меркурова (ru), Московска област, Русија;
- Споменик Карлу Марксу у Уљановску, Русија, постављен 1920. године; Аутор: Сергеј Меркуров;
- Споменик Лењину на Тверском тргу, испред некадашњег Института марксизма-лењинизма (en) у Москви. Постављен 1940. године, рад Сергеја Меркурова.
- Споменик Стаљину (ru) у парку Музеон (ru) у Москви, постављена је 1940. године у Дубни, на московском каналу, а премештена у споменути парк 1991. године. Скулптура је  рад Сергеја Меркурова.
- Споменик захвалности Црвеној армији на Батинској скели, Хрватска
- Поглед са споменика ка Дунаву и Бачкој
- Рељефи на споменику на Батинској скели
- Споменици родовима Црвене армије на споменику на Батини
- Споменик Црвеноармејцу на Гробљу ослободилаца Београда у Београду. Споменик је копија фигуре »Артиљерац« са споменика на Батинској скели
- Скулптура »Прометеј« њемачког вајара Арна Брекера у Музеју европске умјетности/Замак Нервених у Нервениху, Њемачка
- »Велики носилац бакље«/скулптура »Партија« Арна Брекера. Смјештена је у истом музеју у Нервениху
- Споменик борцима Револуције/Споменик Стевану Филиповићу вајара Војина Бакића, Ваљево (Србија)
- Споменик устанку у Дрежници (Хрватска), рад вајара Косте Ангелија Радованија
- Фигуре у доњој зони Споменика палим Шумадинцима у Крагујевцу, аутор је Антун Аугустинчић

### Књиге, зборници и каталози
- Adamec, Ana (1983). „ANTUNAC, Grga, kipar”. Hrvatski biografski leksikon. Zagreb: Leksikografski zavod „Miroslav Krleža”.
- Augustinčić [ur. Bogdan Iveković]. Zagreb: Kultura. 1954.  45084935
- Augustinčić / [Tošo Dabac]. Zagreb: Republika, (Ljubljana : Mladinska knjiga). 1968.  54449671
- Augustinčić, Antun (1976). Augustinčić [ur. Ante Gavranović; predgovor Miroslav Krleža]. Zagreb: Privredni vjesnik.  164983047
- Vujčić, Davorin (2012). „Spomenik zahvalnosti Crvenoj armiji”. u Refleksije vremena 1945.-1955, 12. prosinca 2012. — 10. ožujka 2013. Galerija Klovićevi dvori / (ur. Jasmina Bavoljak). Zagreb: Galerija Klovićevi dvori. стр. 127—138. ISBN 99938-664-0-7. Архивирано из оригинала 16. 06. 2018. г. Приступљено 15. 11. 2018.  197447948
- Vujčić, Davorin (2015). Priče o spomenicima : Skice i modeli za spomenike u stalnom postavu Galerije Antuna Augustinčića / (ur. Božidar Pejković) (PDF). Klanjec: Galerija Antuna Augustinčića.
- Vujčić, Davorin (2017). Stories About Monuments / (ed. Božidar Pejković) (на језику: енглески). Klanjec: Galerija Antuna Augustinčića. ISBN 978-953-265-154-6.
- 91036161
- 147162375
- Galijaš, Armina (2009). Eine Stadt im Krieg — Der Wandel der bosnischen Stadt Banja Luka (1990—1995) (Dissertation) (PDF) (на језику: немачки). Wien: Universität Wien.
- Grupa autora (1982). Šehitluci. Banjaluka: Glas.  9866503  9866503
- Dijalog povjesničara - istoričara. Knj. 10/2 : Osijek, 22.-25. rujna 2005. / priredio Igor Graovac. Zagreb: Zaklada Friedrich Naumann, (Sesvete : Grafocentar). 2008. ISBN 953-96037-3-0.  512984012
- Jokić, Gojko (1986). Jugoslavija : Spomenici revolucije : turistički vodič (PDF). Beograd: Turistička štampa.  11699719
- Jugoslavija : spomenici revoluciji ; ur. Miloš Bajić. Beograd; Sarajevo: SUBNOR Jugoslavije; Svjetlost. 1968.  3036679
- Jugoslovenska skulptura : 1870-1950. : Muzej savremene umetnosti, Beograd, maj - septembar 1975 / [koncepcija i koordinacija Miodrag B. Protić ; katalog Dragana Vranić ; prevod Vuka Kovačević] (PDF). Beograd: Muzej savremene umetnosti, (Beograd : Beogradski izdavačko-grafički zavod). 1975.  1931015
- Karačić, Darko; Banjeglav, Tamara; Govedarica, Nataša (2012). RE:VIZIJA PROŠLOSTI — Službene politike sjećanja u Bosni i Hercegovini, Hrvatskoj i Srbiji od 1990. godine (PDF). Sarajevo: Asocijacija Alumni Centra za interdisciplinarne postdiplomske studije, ACIPS : Friedrich-Ebert-Stiftung. ISBN 978-9958-884-15-3.  19695622
- Krajiške brigade / [članovi Redakcionog odbora Ljubo Babić … et al. ; ilustracije Ismet Mujezinović … et al.]. [S. l.]: Redakcioni odbor "Krajiških brigada", (Ljubljana : Ljudska pravica). 1954.  1539362026
- Крајишке бригаде / [илустрације Исмет Мујезиновић … и др.]. Београд: Редакциони одбор "Крајишких бригада", (Љубљана : Људска правица). 1954.  29092359
- Kultura sjećanja : 1945 : povijesni lomovi i svladavanje prošlosti / uredili Sulejman Bosto i Tihomir Cipek (PDF). Zagreb: Disput. 2009. ISBN 978-953-260-105-3.  512039108
- Lukač, Dušan (1967). Ustanak u Bosanskoj krajini. Beograd: Vojnoizdavački zavod, (Beograd : Kultura).  101232903  5796358
- Lukač, Dušan (1968). Banja Luka i okolica u ratu i revoluciji : [1941-1945]. Banja Luka: Savez udruženja boraca NOR-a, (Banja Luka : Glas).  68632
- Manojlović Pintar, Olga (2008). „Uprostoravanje ideologije: Spomenici Drugog svetskog rata i kreiranje kolektivnih identiteta”. Igor Graovac (prir.), Dijalog povjesničara/istoričara, 10/1, Osijek 22. — 25. rujna 2005. Zagreb: Friedrich Neumann Stiftung: 287—307. ISBN 953-96037-3-0.  512984012
- Manojlović Pintar, Olga (2014). Arheologija sećanja, spomenici i identiteti u Srbiji 1918 — 1989. Beograd: Udruženje za društvenu istoriju, Čigoja štampa. ISBN 978-86-531-0062-9.  208226060  208226060
- 512039108
- 147162375
- Muraj, Aleksandra; Lučić, Nikša (2002). „HANGI, Antun, etnograf i folklorist”. Hrvatski biografski leksikon. Zagreb: Leksikografski zavod „Miroslav Krleža”.
- Обласна партијска савјетовања на Шехитлуцима у јуну и јулу 1941. у развоју устанка у Босанској крајини : зборник радова с "Округлог стола" који је одржан 25. септембра 1981. у Бањалуци. Бањалука: Институт за историју у Бањалуци. 1981.  19743495  19743495
- Обреновић, Виолета Н. (2013). Српска меморијална архитектура : 1918-1955 : докторска дисертација. Београд: [В. Н. Обреновић].  45401871
- Ожеговић, Никола Б. (2021). Бањалука: (1969-1991) : докторска дисертација. Београд: [Н. Ожеговић].  62547465
- Popović, Milan; Jovanović, Miloš (1979). Državni amblemi i druge javne oznake u SFRJ. Beograd: Privredni pregled.  106579724  4418049
- Ravlić, Aleksandar (1974). Banja Luka : razdoblja i stoljeća. Beograd: Mladost.  158697735
- Ravlić, Aleksander-Aco (2002). Banjaluka u prošlosti. 1 : -Drugo (banjalučko) izdanje-. Banja Luka: Nezavisne novine. ISBN 99938-664-0-7.  73240  73240
- Radulović, Milica (2012). „Spomenička plastika”. u Refleksije vremena 1945.-1955, 12. prosinca 2012. — 10. ožujka 2013. Galerija Klovićevi dvori / (ur. Jasmina Bavoljak). Zagreb: Galerija Klovićevi dvori. стр. 106—126. ISBN 99938-664-0-7. Архивирано из оригинала 16. 06. 2018. г. Приступљено 15. 11. 2018.  197447948
- Revolucionarno kiparstvo; [tekst Juraj Baldani] (PDF). Zagreb: Spektar. 1977.  49820935  49820935
- Refleksije vremena 1945-1955 : [12. prosinca 2012. - 10 ožujka 2013, Galerija Klovićevi dvori, Zagreb] / [autori tekstova Tomislav Anić … [et al.] ; fotograf Darko Bavoljak]. Zagreb: Galerija Klovićevi dvori. 2012. ISBN 978-953-271-067-0.  197447948
- Савић, Јелена (2013). Модерно и вернакуларно у процесу урбане трансформације Бањалуке : докторска дисертација. Београд: [Ј.Савић].  512974481
- Filandra, Šaćir (2015). „Politika simboliziranja Bošnjaka nakon socijalizma” (PDF). Mediteranski politikološki dijalozi : Izgradnja stabilnosti i društvenog konsenzusa u post-socijalističkim društvima — Zbornik radova sa konferencije. Podgorica: Fakultet političkih nauka Univerziteta Crne Gore: 19—26. ISBN 978-9940-9102-6-6. Архивирано из оригинала (PDF) 28. 10. 2018. г. Приступљено 15. 11. 2018.
- Hangi, Antun (1906). Život i običaji muslimana u Bosni i Hercegovini. Sarajevo: Naklada Daniela A. Kajona.  54036743
- Heroes we love : ideology, identity and socialist art in the New Europe : Belgrade / Gdańsk / Maribor / Koper / Sofia / Tirana / Zagreb : October 2014 - March 2017 / edited by Simona Vidmar ; [contributors Miško Šuvaković … [et al.] ; photography Darko Bavoljak … [et al.] ; English translations Žarko Cvejić … et al.] (на језику: енглески). Maribor: Umetnostna galerija = Maribor Art Gallery, (Begunje : Cicero). 2017. ISBN 978-961-6489-27-0.  91036161
- Hronologija oslobodilačke borbe naroda Jugoslavije : 1941-1945 / [autori Milan Andrić … et al. ; odgovorni urednik Petar Brajović ; ilustrovani prilozi Đorđe Rakić … et al.]. Beograd: Vojnoistorijski institut, (Beograd : Vojno štamparsko preduzeće). 1964.  50018311  50018311
- Hronologija radničkog pokreta i SKJ : 1919-1979. Tom 2, 1941-1945 / [odgovorni urednik Dušan Živković ; prevodioci Živko Avramovski … [et al.]. Beograd: Narodna knjiga : Institut za savremenu istoriju, (Beograd : Beogradski izdavačko-grafički zavod). 1980.  49272583
- Шево, Љиљана (1996). Урбанистички развој Бање Луке. Бања Лука: Општина Бања Лука и Завод за заштиту споменика културе и природе Бања Лука.  117025543
- Šimat Banov, Ive (1983). „AUGUSTINČIĆ, Antun, kipar”. Hrvatski biografski leksikon. Zagreb: Leksikografski zavod „Miroslav Krleža”.
- Šimat Banov, Ive (2013). Hrvatsko kiparstvo od 1950. do danas. Zagreb: Naklada Ljevak. ISBN 9789533035963.

### Часописи
- Ацовић, Драгомир; Грујић, Љубодраг (2017). „Предлог грба града Бањалука” (PDF). Град Бањалука. Бањалука. Архивирано из оригинала (PDF) 26. 10. 2017. г. Приступљено 16. 5. 2017.
- Bandula, Snježana (1983). „Monumentalna plastika Antuna Augustinčića (diplomski rad)”. Anali Galerije Antuna Augustinčića. Klanjec: Galerija Antuna Augustinčića (3): 21—65. ISSN 0352-1826.  16083458
- Vujčić, Davorin (2007). „Majstorske radionice likovnih umjetnosti: Majstorska radionica Antuna Augustinčića” (PDF). Anali Galerije Antuna Augustinčića. Klanjec: Galerija Antuna Augustinčića. XXVI (2006) (26): 35—86. ISSN 0352-1826.  16083458
- Grbić, Maro (1985). „Zajednički radovi Antuna Augustinčića i Frana Kršinića.”. Anali Galerije Antuna Augustinčića. Klanjec: Galerija Antuna Augustinčića (5): 3—23. ISSN 0352-1826.  16083458
- „Zaštićeni spomenici Narodno-oslobodilačkog rata” (PDF). Naše starine. Sarajevo: Zavod za zaštitu spomenika kulture N.R. Bosne i Hercegovine (VIII): 239—245. 1962. ISSN 0547-3136.  57465612  57465612  12902146
- Kadić, Safet (2016). „Bosnofobija i bosnocid” (PDF). Acta geographica Bosniae et Herzegovinae. Sarajevo: Udruženje geografa u Bosni i Hercegovini. 3 (6): 31—41. ISSN 2303-5951. Архивирано из оригинала (PDF) 30. 11. 2018. г. Приступљено 29. 11. 2018.
- Kolešnik, Ljiljana (1992). „Realistička konstanta i socrealističke manifestacije u umjetnosti Antuna Augustinčića”. Anali Galerije Antuna Augustinčića. Klanjec: Galerija Antuna Augustinčića (12): 49—73. ISSN 0352-1826.  16083458
- Kolešnik, Ljiljana (1994). „Ikonografija socrealizma u opusu Antuna Augustinčića”. Peristil : zbornik radova za povijest umjetnosti. Zagreb: Društvo povjesničara umjetnosti Hrvatske. 37 (1): 169—176. ISSN 0553-6707.  21282
- Kraševac, Irena; Vujčić, Davorin (2007). „O figuraciji i modernosti — Razgovor s kiparom Veliborom Mačukatinom” (PDF). Kvartal : Kronika povijesti umjetnosti u Hrvatskoj. Zagreb: Institut za povijest umjetnosti. IV (1): 9—14. ISSN 1334-8671.
- Maroević, Tonko (1989—1990). „Nemimetičkome stoljeću usprkos.”. Anali Galerije Antuna Augustinčića. Klanjec: Galerija Antuna Augustinčića (9—10): 31—43. ISSN 0352-1826.  16083458
- Pavičić, Snježana (2015). „Neka zapažanja o Spomeniku zahvalnosti Crvenoj armiji u Batinoj Skeli” (PDF). Anali Galerije Antuna Augustinčića. Klanjec: Galerija Antuna Augustinčića. XXXII–XXXV (2012.—2015) (32—33/34—35): 249—260. ISSN 0352-1826.  16083458
- Pintarić, Snježana (1992). „Javni i nadgrobni spomenici Antuna Augustinčića (magistarski rad)”. Zagreb: Galerija Antuna Augustinčića. ISSN 0352-1826.  16083458
- Franković, Eugen (1966). „Javnost spomenika” (PDF). Život umjetnosti. Zagreb: Matica hrvatska (2): 17—24. ISSN 0514-7794.  16392962
- Šimat Banov, Ive (1984). „Novi prilozi o Augustinčiću (IV) : Ratni i poslijeratni ciklus (1941 - 1974)”. Anali Galerije Antuna Augustinčića. Klanjec: Galerija Antuna Augustinčića (4): 3—30. ISSN 0352-1826.  16083458

### Новине
- 38961164  1491992
- Ravlić, Aleksandar (1969). „Spomenik sa Šehitluka mora u muzej”. Vjesnik. Zagreb: Vjesnik. 30 (8137): 5. ISSN 1849-2746.  70911241